# Wólka Krępska
Wólka Krępska – wieś w środkowo-wschodniej Polsce położona w woj. mazowieckim w powiecie lipskim w gminie Lipsko.
W latach 1975–1998 miejscowość należała administracyjnie do województwa radomskiego.